# Обводный канал (журнал)
«Обводный канал» — самиздатский общественно-литературный журнал, созданный в 1981 году поэтами Сергеем Стратановским и Кириллом Бутыриным; выпускался в Ленинграде с 1981 по 1993 гг. (всего вышло 18 номеров) Уже в начале 1980-х «Обводный канал» становится наряду с «Часами» одним из рупоров ленинградской   неподцензурной словесности.
Предшественником «Обводного канала» считается менее известный «Диалог» (журнал полемики и критики), издаваемый также Стратановским и Бутыриным с 1979 по 1981 гг. (вышло три номера). Как отмечал Кирилл Бутырин, «„Диалог“ позднее ожил в виде философско-публицистической половины литературно-критического „Обводного“. „Диалог“, мне думается, и был в своём идеале выразителем умонастроения и жизненного стиля той широкой и в основном безымянной культурной периферии обломовых и тентетниковых брежневской России, существовавших в молчаливой оппозиции к коммунистическому режиму, но вместе с тем достаточно скептически смотревших на продукцию и стиль жизни признанных диссидентских центров. Было ощущение, что диссидентствующая богема профанирует дело культурно-духовного, а тем самым, в конечном счёте и политического сопротивления, что ставить дело нужно спокойнее, серьёзнее и принципиальнее, кладя в основу культурной работы не разрушение ради разрушения и творчество ради творчества, а возрождение великой русской традиции как единственной альтернативы существующему злу».
Авторами «Обводного канала» являлись такие поэты, прозаики и критики второй половины XX века, как Иосиф Бродский, Елена Шварц, Ольга Седакова, Дмитрий Александрович Пригов, Лев Рубинштейн, Виктор Кривулин, Михаил Берг, Аркадий Драгомощенко, Юрий Кублановский, Бахыт Кенжеев, Дмитрий Бобышев, Леонид Аронзон, Тамара Буковская, Ры Никонова, Генрих Сапгир, Николай Байтов, Олег Охапкин, Юрий Колкер, Сергей Стратановский и др. В журнале публиковались переводы из Джона Донна, Уильяма Блейка, Стефана Георге, Готфрида Бенна, Антонена Арто, Джорджа Оруэлла и др.

Само словосочетание Обводный канал семантически насыщенно. Это обводная артерия культуры. Обводный канал был, своего рода, символом неофициальной, «второй» культуры, которую не замечали, на которую не обращали внимания. «Обводный канал» ещё называли bye pass — в переводе с английского «запасная труба в газовых котельных», так как большинство наших авторов работало в этих самых котельных. Исключением были, правда, мы с Кириллом Бутыриным. Бутырин работал в библиотеке академии наук, а я в публичной библиотеке.— Сергей Стратановский
В предисловии к одной из книг поэта Сергея Завьялова, чьи ранние стихи также были опубликованы в «Обводном канале», Александр Скидан писал об «общей апокалиптической ноте» как лейтмотиве журнала.